# Елиново
Елиново — село в Солонешенском районе Алтайского края России. Входит в состав Тополинского сельсовета.

## География
Расположено в юго-восточной части края, в низкогорно-среднегорной полосе Алтайских гор, на левом берегу реки Щепеты.
Абсолютная высота — 731 метр над уровнем моря.
Климат
Климат характеризуется как резко континентальный, с морозной снежной зимой и коротким тёплым летом. Средняя многолетняя температура самого холодного месяца (января) составляет −18,3 °С, температура самого тёплого (июля) — 17,9 °С. Среднегодовое количество осадков — 600—610 мм.

## История
Основано в 1907 году.
В 1926 году деревня Елиново в административном отношении являлось центром Елиновского сельсовета Солонешенского района Бийского округа Сибирского края.
Елиново входит в муниципальное образование «Тополинский сельсовет» согласно муниципальной и административно-территориальной реформе 2006 года.

## Население
| 1926 | 1997 | 1998 | 1999 | 2000 | 2001 | 2002 | 2003 | 2004 |
| ---- | ---- | ---- | ---- | ---- | ---- | ---- | ---- | ---- |
| 351  | ↘32  | ↗34  | ↗36  | ↘29  | ↗33  | ↗37  | ↘34  | ↗38  |
| 2005 | 2006 | 2007 | 2008 | 2009 | 2010 | 2011 | 2012 | 2013 |
| ↗40  | ↘35  | ↗38  | ↘36  | ↗38  | ↗42  | ↘40  | ↗42  | ↘40  |

Национальный состав
В 1926 году в национальном составе населения преобладали русские.
Согласно результатам переписи 2002 года, в национальной структуре населения русские составляли 100 %.
Гендерный состав
В 1926 году проживал 351 человек (173 мужчины и 178 женщин).

## Инфраструктура
Личное подсобное хозяйство. В 1926 году в деревне Елиново имелось 72 хозяйства, действовала школа I ступени.

## Транспорт
Село доступно по дороге общего пользования межмуниципального значения Н-4304 «а/д К-12 — Елиново — Рыбное» (идентификационный номер 01 ОП МЗ 01Н-4305) протяженностью 18,00 км.